# Kigelia africana
Kigelia africana (Lam.) Benth., nota volgarmente con il nome albero delle salsicce o albero dei salami, è una pianta appartenente alla famiglia Bignoniaceae. È l'unica specie del genere Kigelia.
È un albero che si trova in gran parte dell'Africa tropicale, dall'Eritrea e dal Ciad fino al Sudafrica a sud e al Senegal e alla Namibia a ovest. Il nome "kigelia" deriva dal nome bantu kigeli-kaia usato in Mozambico; il nome volgare si riferisce invece ai peculiari frutti della pianta, che hanno la forma di grandi salsicce allungate (a questa caratteristica si riferisce anche il nome afrikaans della pianta, Worsboom).
L'albero delle salsicce può crescere fino a circa 20 m di altezza. La corteccia è grigia e liscia, e si fessura gradualmente nelle piante più vecchie. Nelle regioni dove piove in tutte le stagioni, l'albero è un sempreverde; altrove, è deciduo.
Il frutto della Kigelia è una grande bacca carnoso e sodo che può raggiungere il metro di lunghezza e i 18 cm di larghezza, e pesare fino a 10 kg. Pende dai rami, a cui è collegata da filamenti simili a corde. La polpa è fibrosa e contiene numerosi semi, e dà nutrimento a numerose specie di mammiferi, inclusi babbuini, facoceri, elefanti, giraffe, ippopotami, e porcospini, che con le loro feci contribuiscono a diffondere i semi dell'ambiente.

## Usi

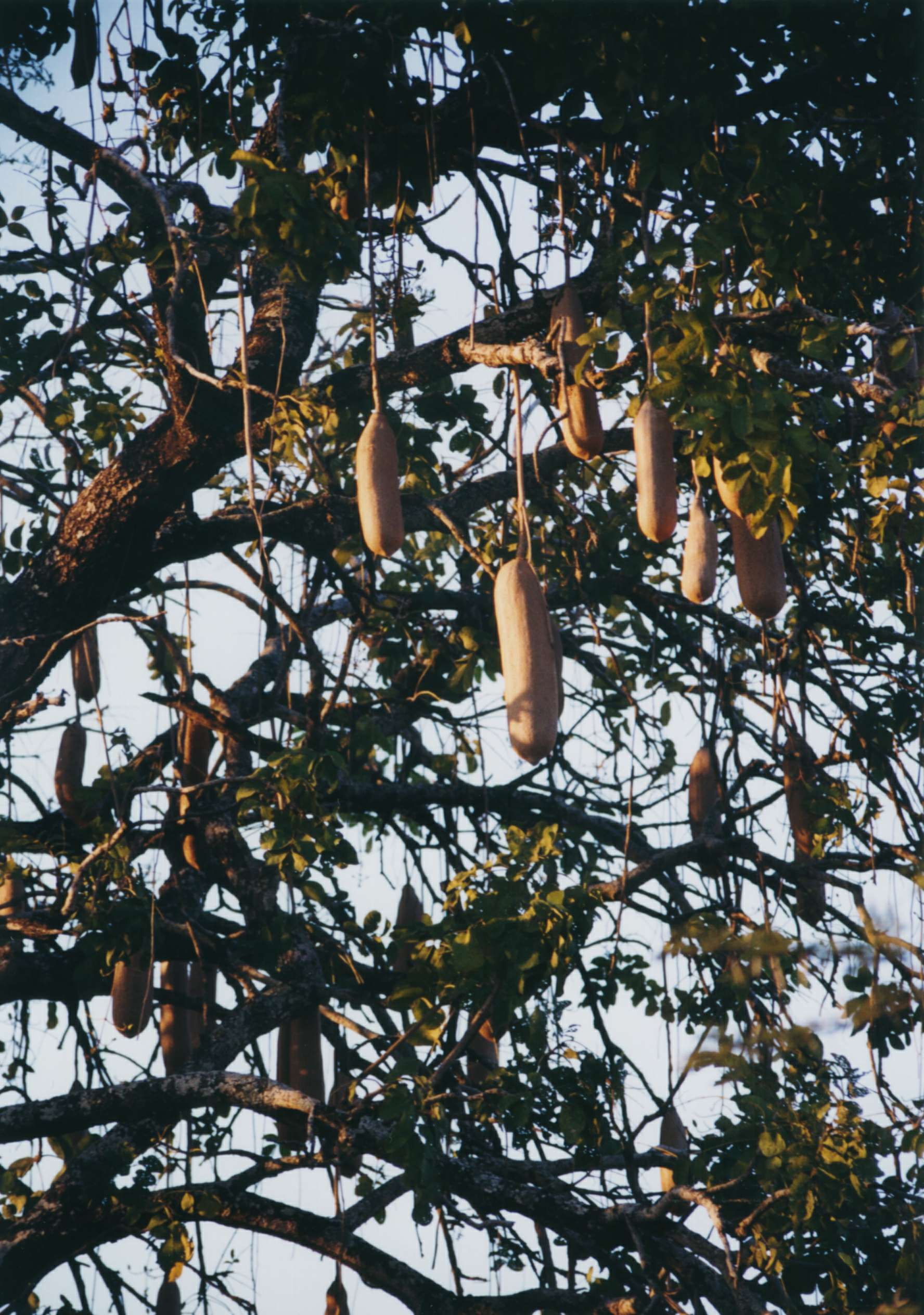
I frutti della Kigelia (Malawi)

Nella medicina tradizionale africana, il frutto della Kigelia viene usata per curare reumatismi, morsi di serpente, sifilide e persino l'influenza di spiriti maligni. Se ne ricava anche una bevanda alcolica simile a birra. Il frutto crudo è velenoso e ha un potente effetto purgante; per consumarlo deve essere essiccato, arrostito o lasciato fermentare.
La Kigelia viene anche usata come albero ornamentale, per i suoi fiori colorati e per il frutto insolito. Tuttavia, occorre prestare attenzione al luogo scelto per questa pianta, a causa del pericolo costituito dalla caduta dei frutti, molto pesanti, che possono ferire gravemente una persona o danneggiare un veicolo parcheggiato.

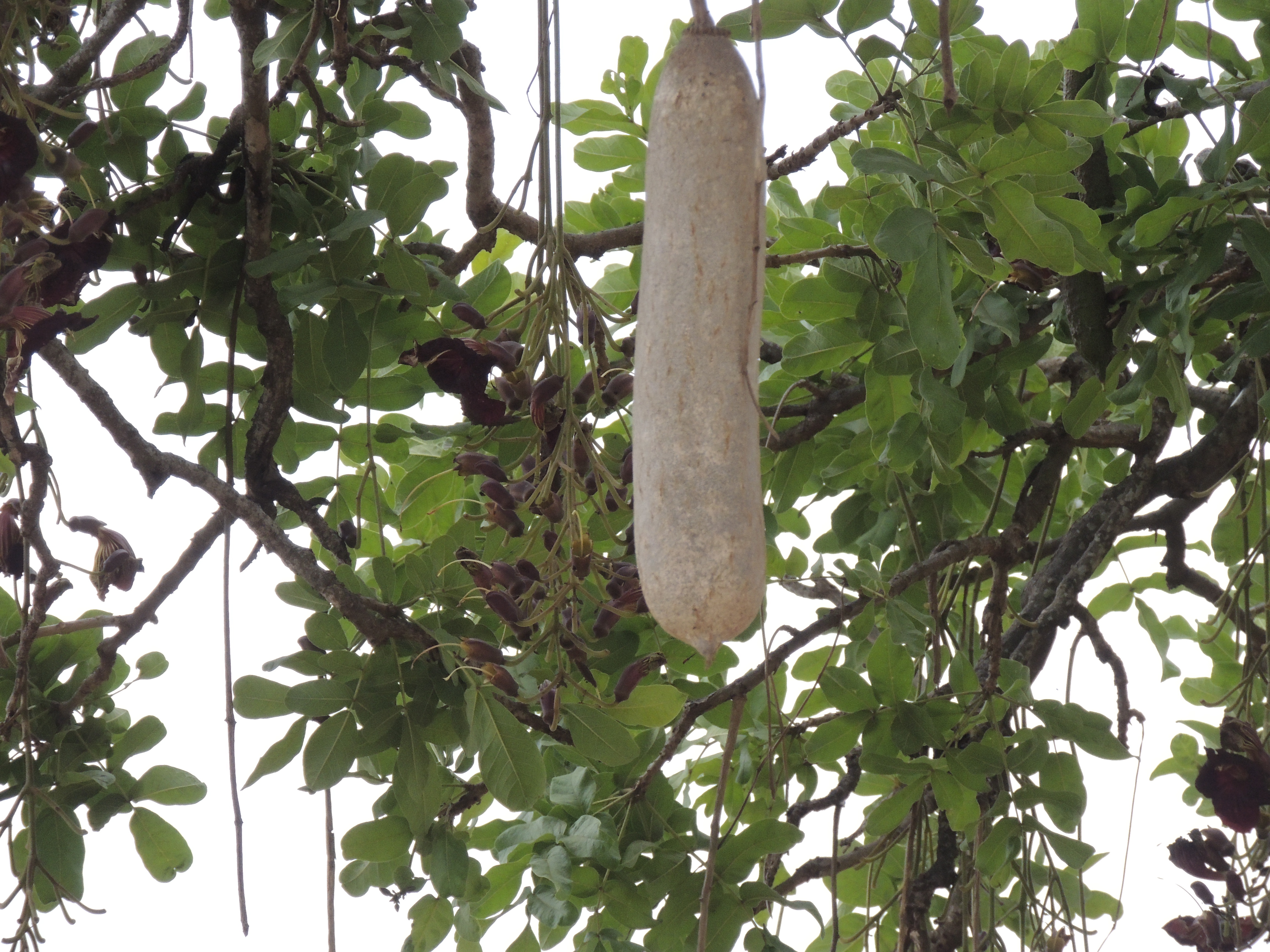
Frutto di Kigelia africana

## Sinonimi
La Kigelia africana è nota con diversi altri nomi, alcuni dei quali ancora in uso:
- Bignonia africana
- Tecoma africana
- Crescentia pinnata
- Kigelia pinnata
- Kigelia abyssinica
- Kigelia aethiopica

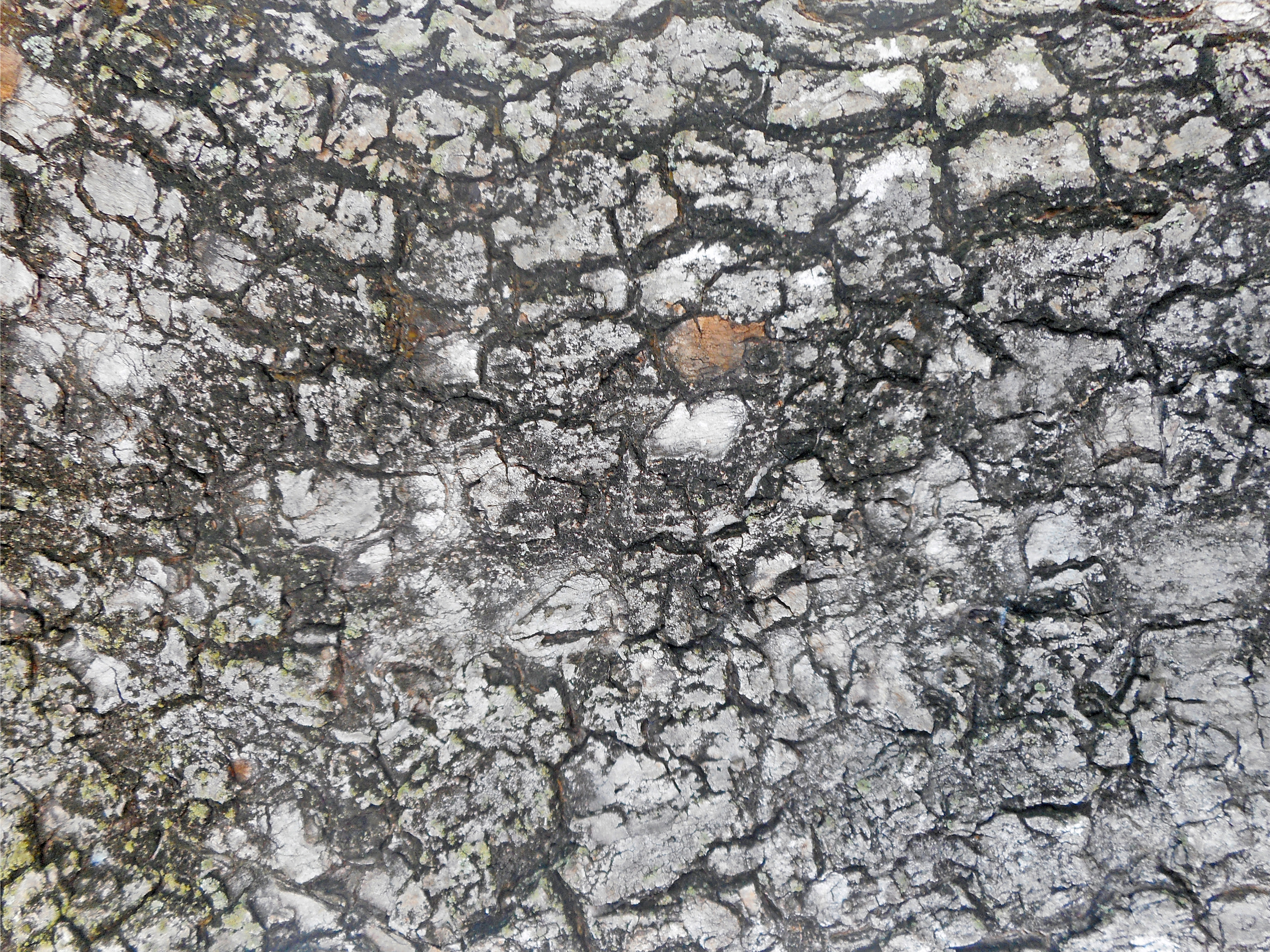
Corteccia dell'arbero
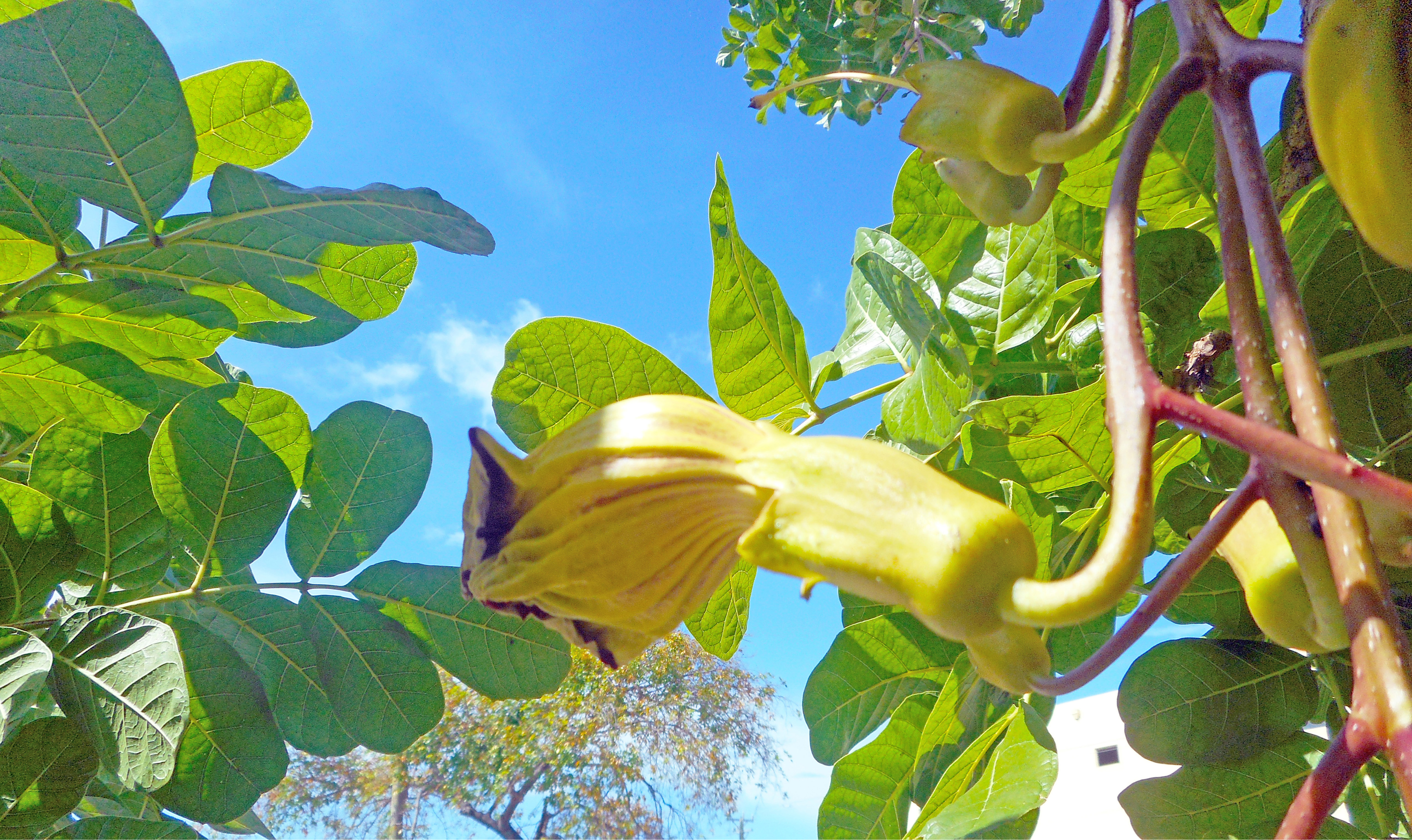
Fiore
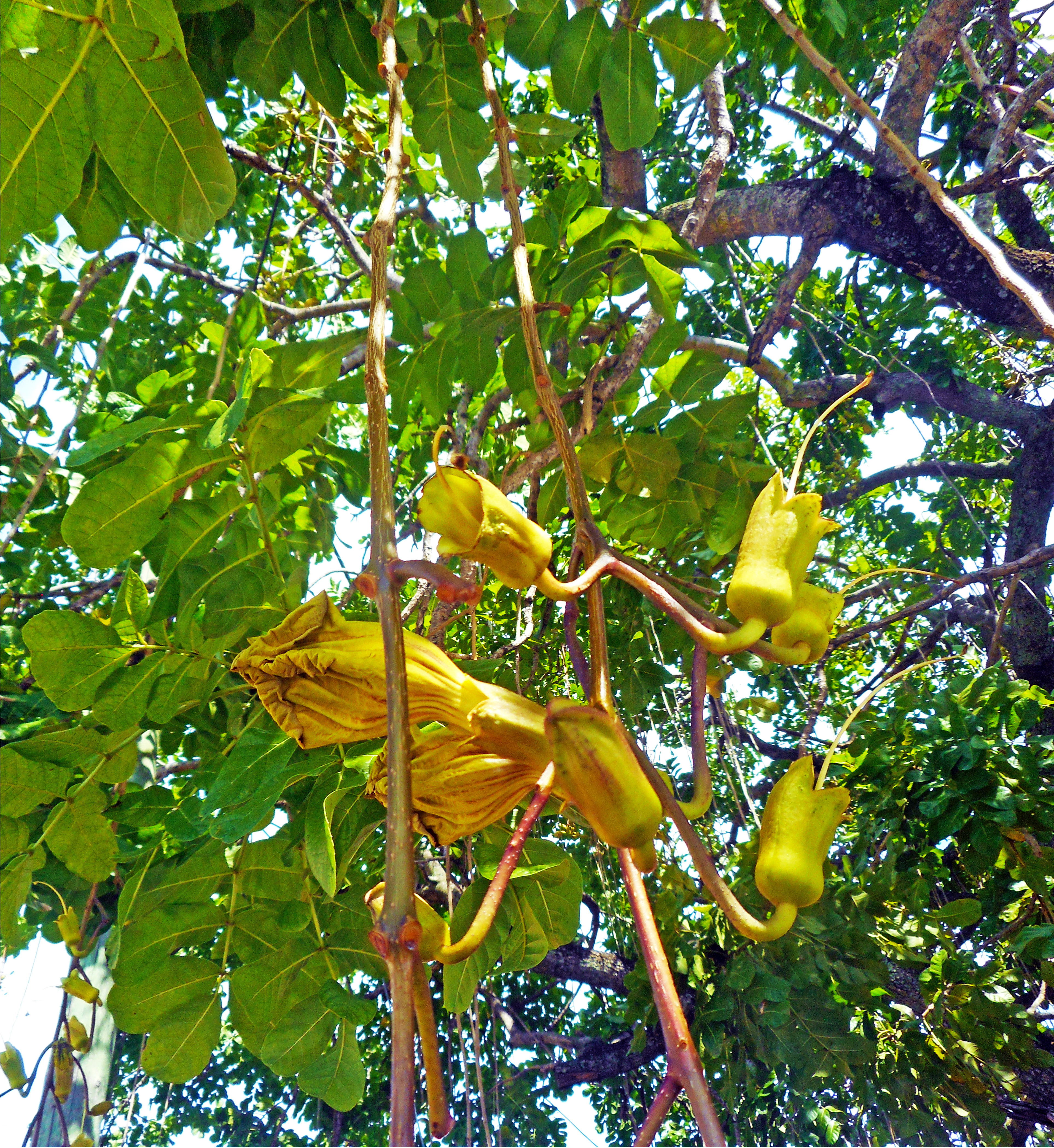
Fiori verdi
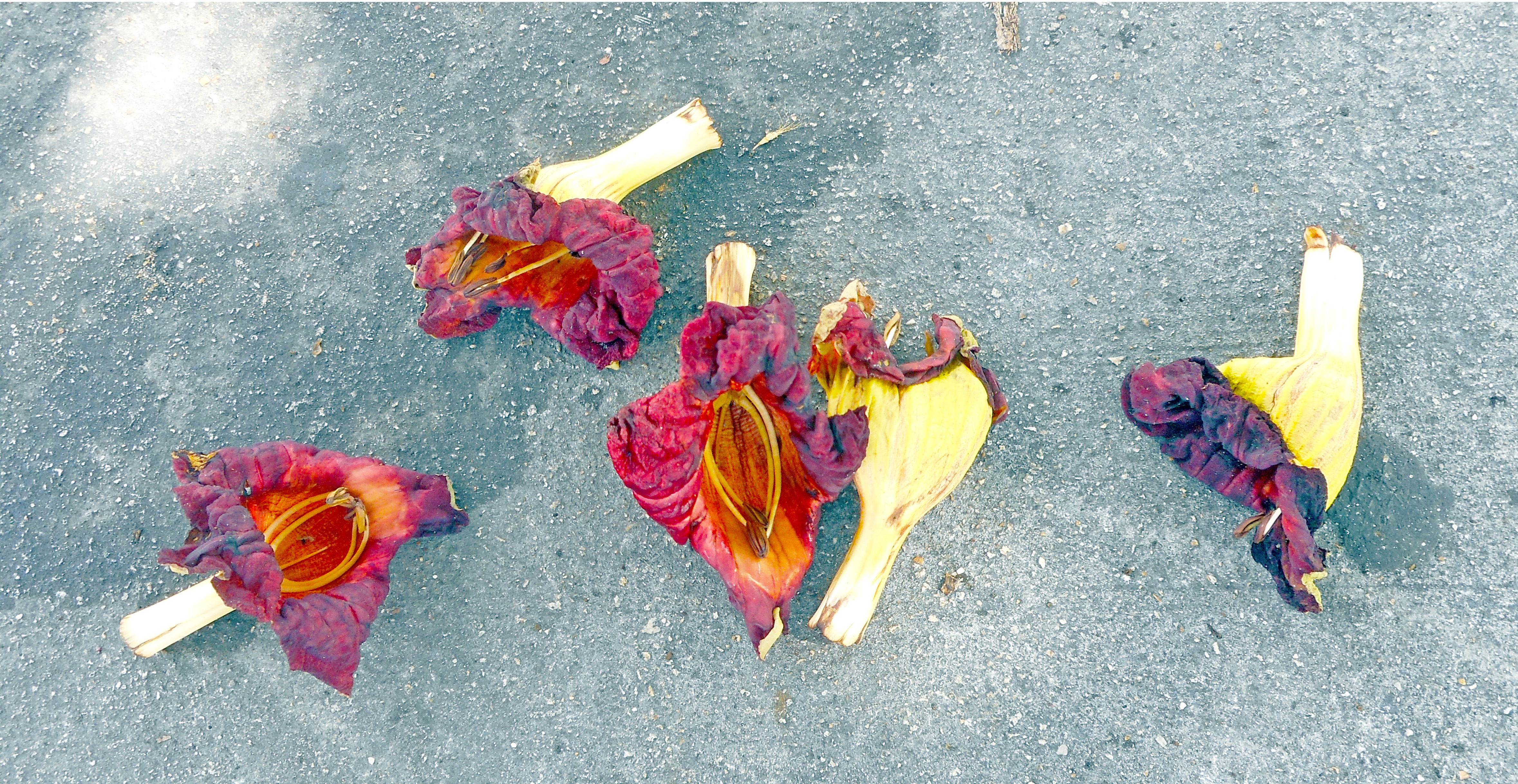
Fiori secchi
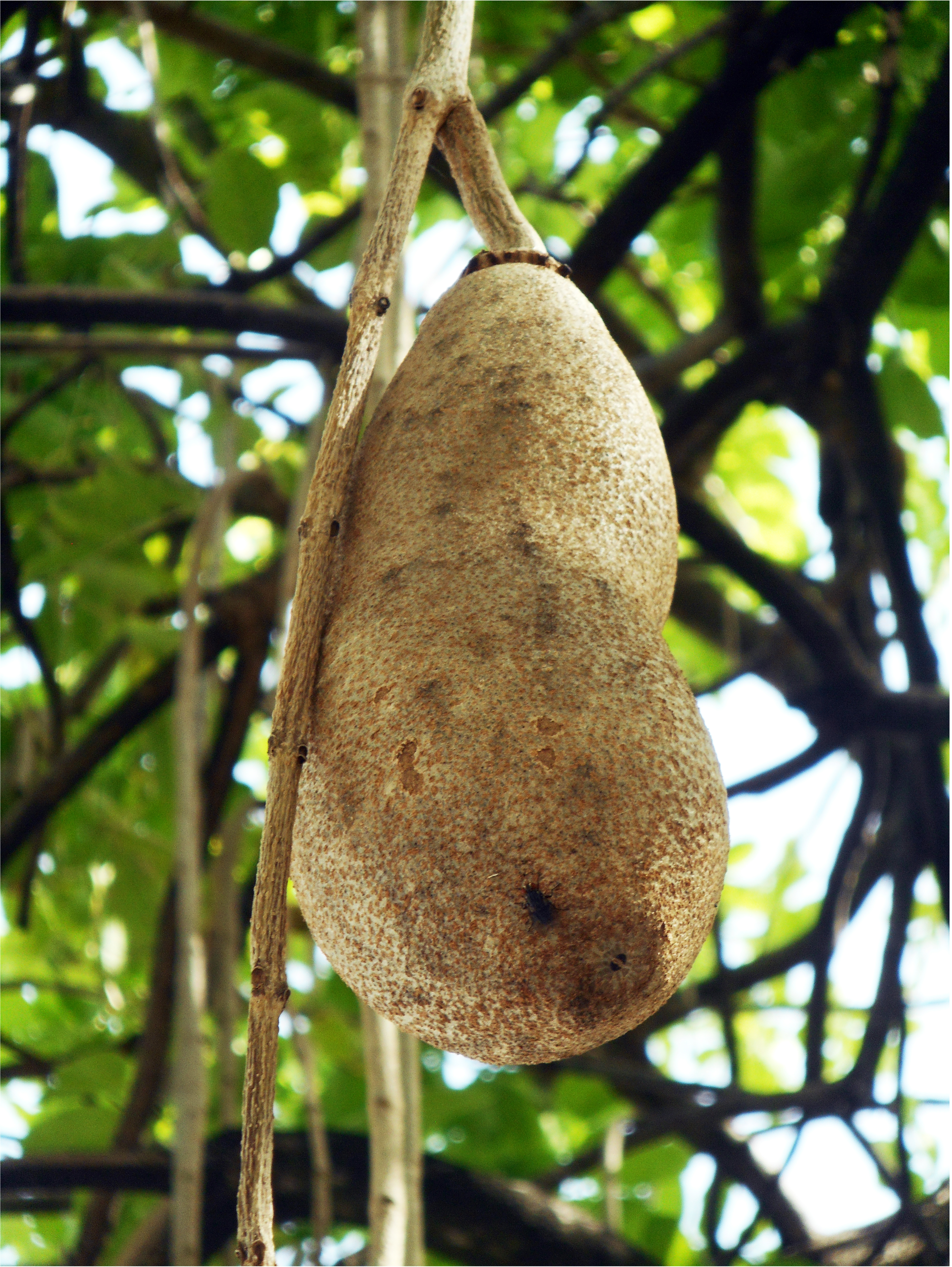
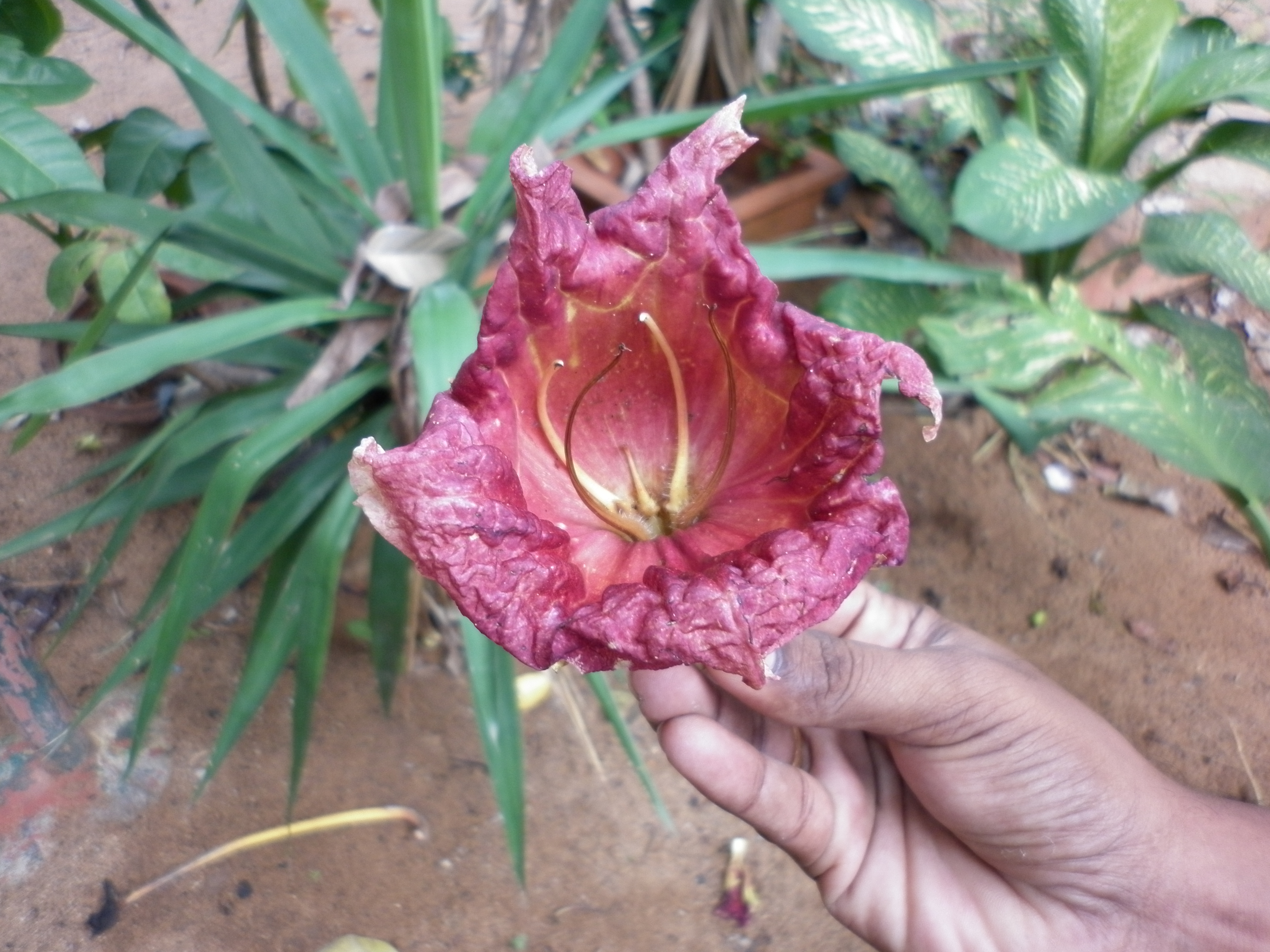
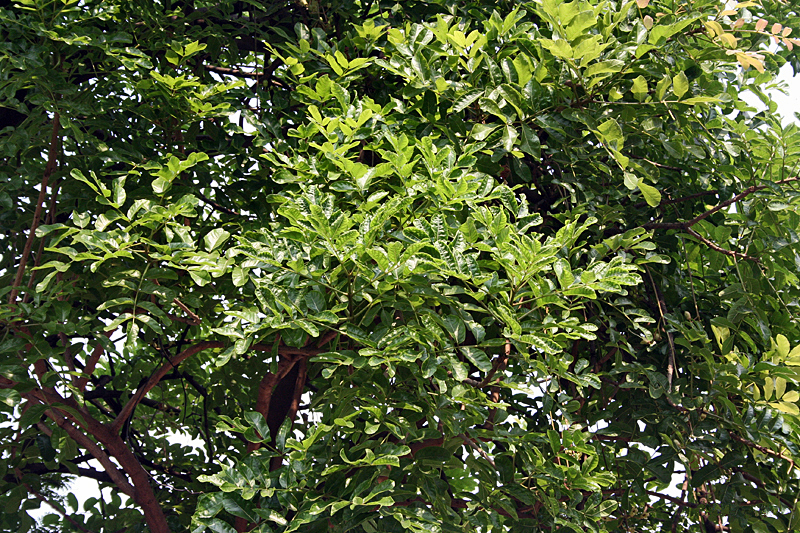
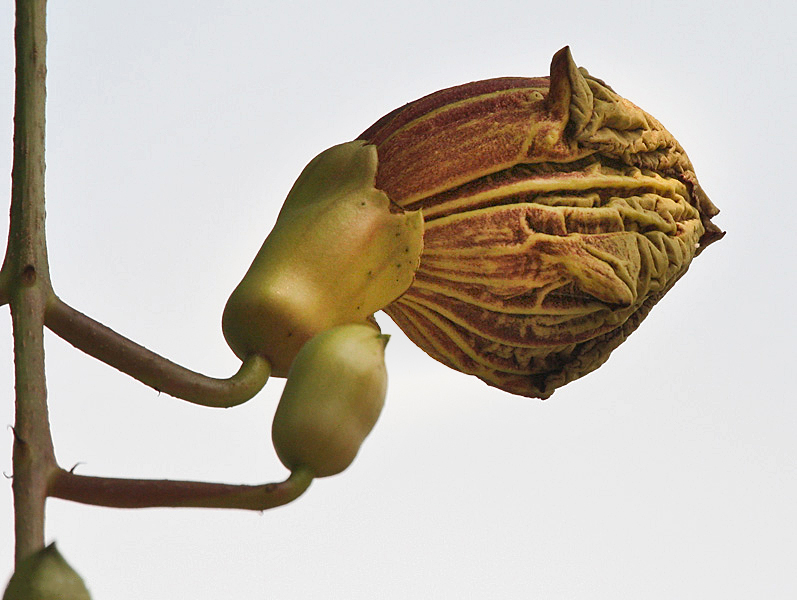
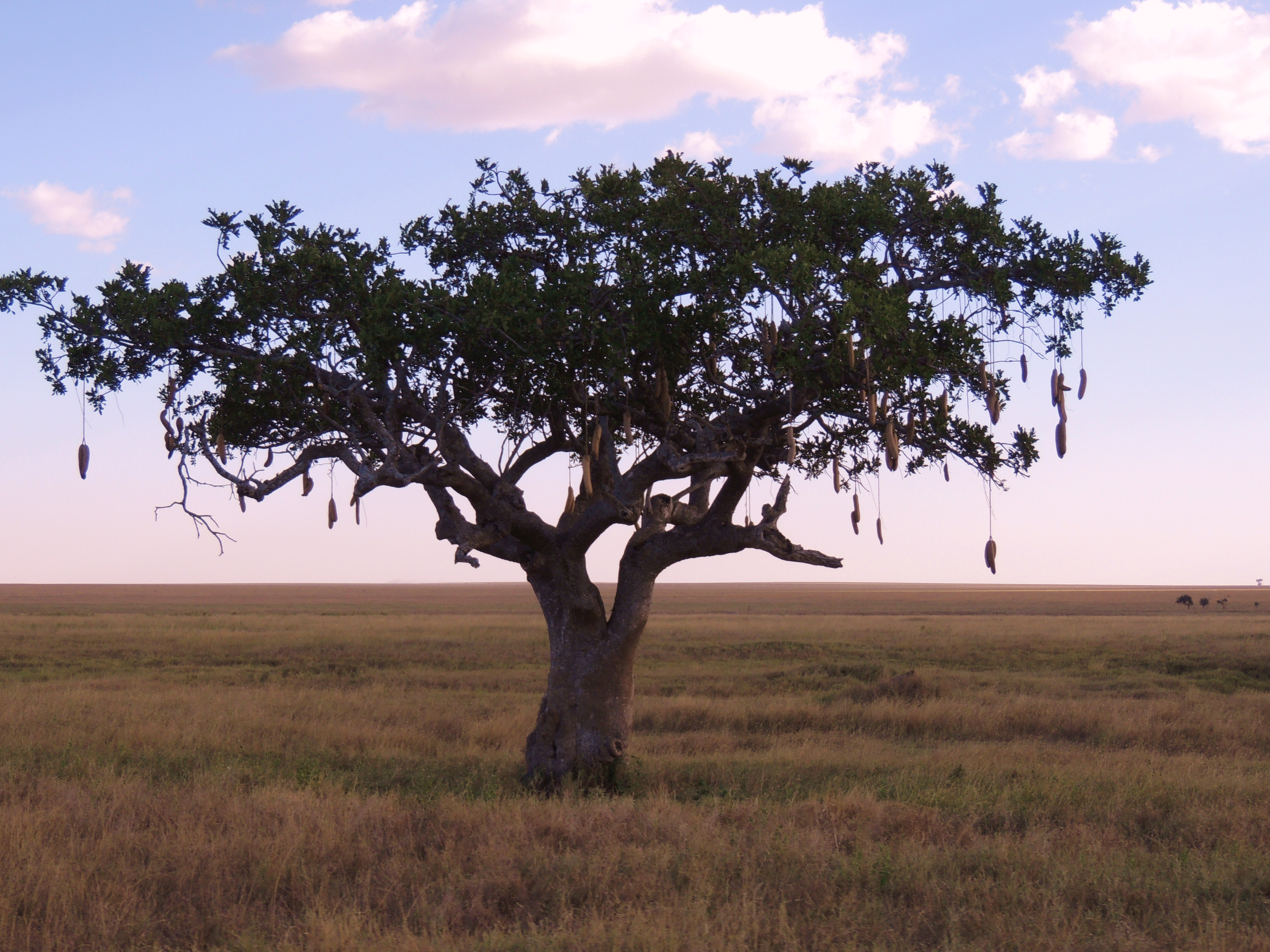
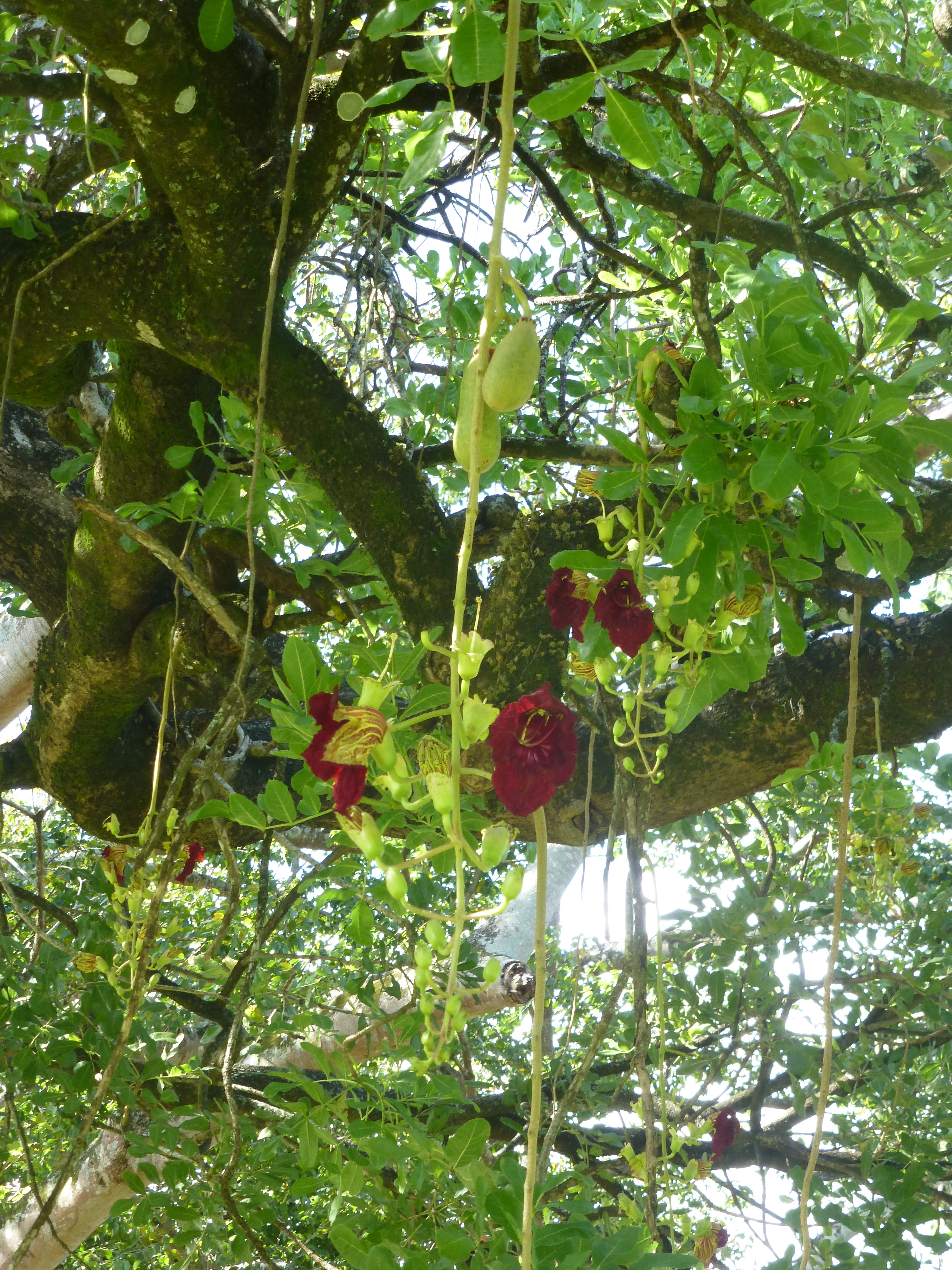
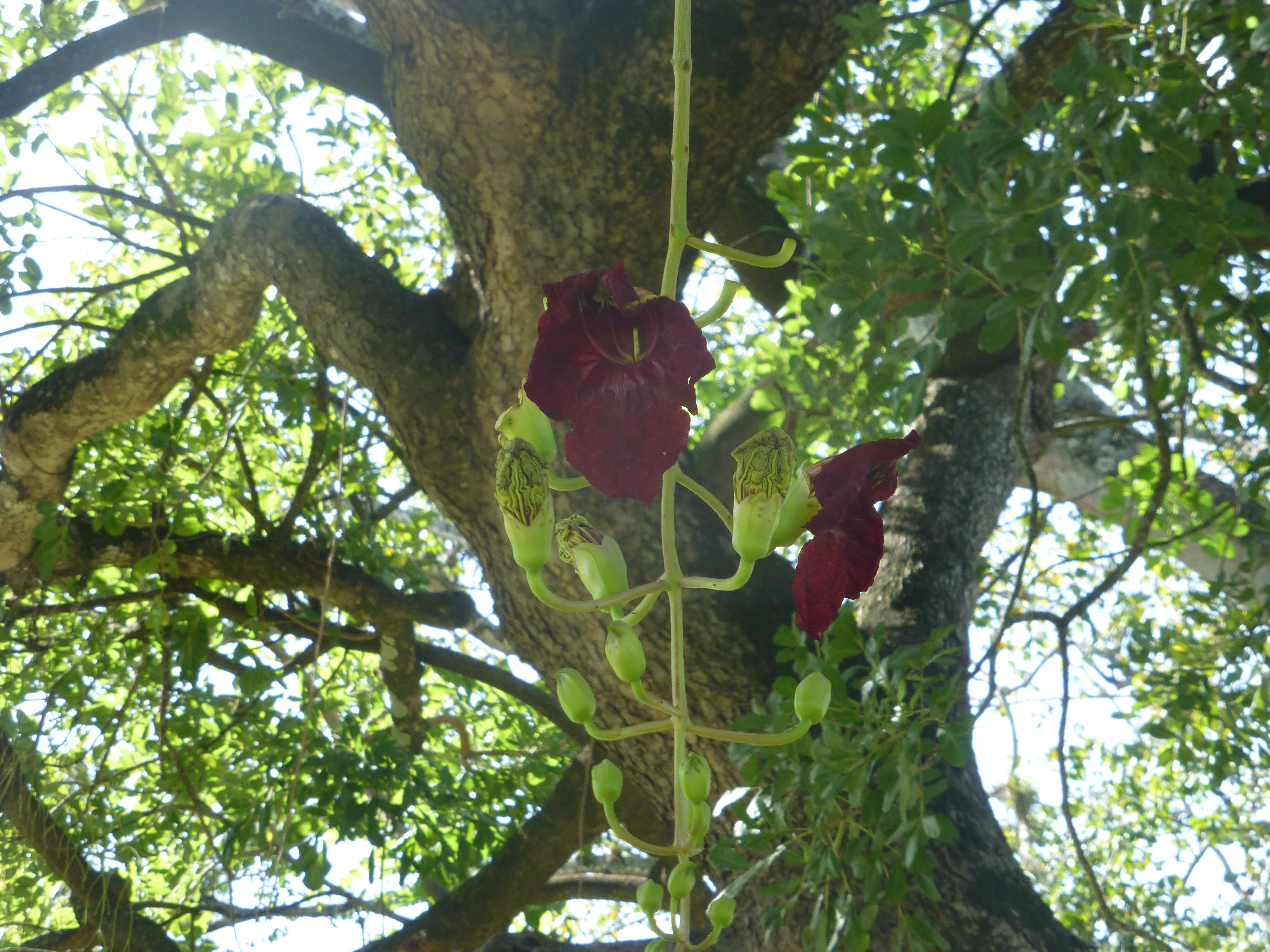
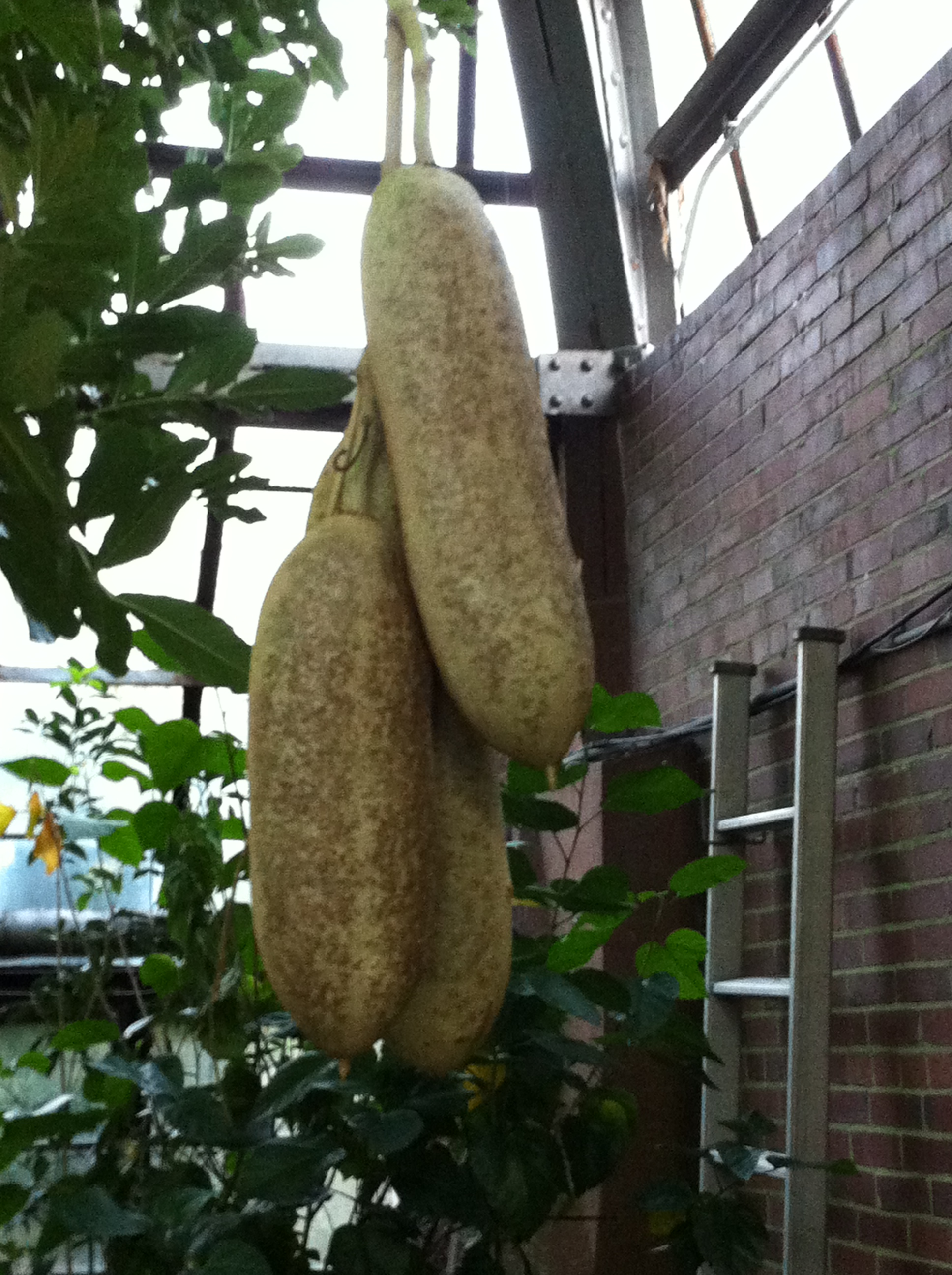